# Кимон Георгијев
Кимон Георгијев (буг. Кимон Георгиев; Пазарџик, 11. август 1882 — 28. септембра 1969.) је био бугарски генерал и премијер од 1934. до 1935. и од 1944. до 1946. године. 

## Биографија
Рођен је у Пазарџику. Завршио је Војну академију у Софији 1902. године. Учествује у Балканским ратовима као командир чете, а у Првом светском рату као командант батаљона. Изгубио је 1916. године око због повреда у акцији. Напустио је војску у чину потпуковника 1920. године. Георгијев је био један од оснивача Војне уније 1919. године и Народног савеза 1922. године. Учествује у организовању државног удара 1923. године, након чега је постао један од лидера Демократског савеза. Био је министар за железницу, пошту и телеграфску службу у првом кабинету Андреја Љапчева. Тридесетих година постао је један од лидера десног покрета Звено. Заједно са официрима, извршио је државни удар маја 1934. године и постао премијер. Обављао је такође и функцију министра правде и на кратко време министра рата и спољних послова. Укинуо је све политичке странке и синдикате. Под утицајем Бенита Мусолинија, уводи корпоративни економски систем. Цар Борис III присилио га је на оставку 1935. године. Током Другог светског рата приближио се левичарским снагама у Бугарској, а 1943. године и Отачаственом фронту. Фронт је 1944. године извршио државни удар, а Георгијев је поново постао премијер. Наследио га је 1946. године комунистички вођа Георги Димитров. Георгијев је постао потпредседник и министар спољних послова. Иако је Звено распуштен 1949. године, Георгијев је наставио да обавља министарске функције у сваком кабинету, до 1962. године. Био је члан председништва Парламента од 1962. године до своје смрти. 
- Tasho Tashev, The Ministers of Bulgaria 1879-1999, Sofia, AI "Prof. Marin Drinov"/Publishing house of the Ministry of defense, 1999,  978-954-430-603-8 /  978-954-509-191-9